# Hahoresh
Hahoresh (החורש) fut une organisation réunissant les ouvriers juifs de Palestine, issus de la seconde vague d'aliyah. Elle est créée en 1907 en Basse Galilée dans le but de développer un nouveau type de travailleur physiquement et spirituellement sain.
Les membres de Hahoresh sont issus soit du parti Hapoel Hatzaïr, soit du parti Poaley Tzion. On les compte parmi les fondateurs de Degania. Deux ans après sa création, Hahoresh disparait pour faire place à l'Organisation ouvrière agricole.